# Castell de Vilaüt
Castell de Vilaüt és un castell del municipi de Pau (Alt Empordà) declarat bé cultural d'interès nacional.

## Descripció
Situat al sud del nucli urbà de la població, al nord-est del veïnat de Vilaüt, en un paratge envoltat de conreus conegut com a Camp del Castell. L'itinerari del GR-92-0 passa pel davant de les restes del castell, situades al costat d'una de les torres d'una línia elèctrica.
Es tracta dels vestigis d'una fortalesa, donat que s'intueixen traces de valls al voltant de les restes. Tenint en compte els escassos trams de murs que s'observen i els monticles creats pels enderrocs, sembla que el recinte murat era força gran i de planta rectangular. Queden restes dels murs perimetrals situats al nord i a l'est, i només uns trams als altres costats. Al sud-est hi ha restes d'una possible torre quadrada o rectangular i, a l'interior del recinte hi ha dos murs en angle recte, d'uns 5 metres d'alçada, que probablement siguin els vestigis d'una altra torre. Aquesta construcció és a base de pedres petites sense treballar, restes de material constructiu i alguns carreus ben escairats, lligats amb morter de calç. A l'entorn de les ruïnes s'hi escampa bocinalla de ceràmica.
Alguns monticles coberts de terres i vegetació pressuposen l'existència d'altres restes arquitectòniques soterrades.

## Història
Aquest lloc és documentat l'any 953 en un precepte del rei Lluís el Transmarí a favor del monestir de Sant Pere de Rodes, quan s'al·ludeix a "Villa Aguta" com un dels límits i a orient de l'estany de Castelló. Segons un altre instrument del 982, del rei Lotari, l'esmentat cenobi posseïa diferents llocs d'aquesta rodalia: "… in villa Palatiu, in Turricella, in villa Acuti, in Petello et Stagneolo, cum stagnis, piscationibus, et omnibus villarunculis, adjacentiis in villa Pau".
Es desconeix l'emplaçament de la capella de Sant Salvador de Vilaüt, esmentada en documents del darrer quart del segle xiii i del segle xiv.
No existeixen notícies que facin referència al castell. Cal suposar que al segle xv pertanyia als Sagarriga, senyors de Palau-saverdera, ja que l'any 1410 figuren com a senyors del lloc de Vilaüt Caterina Sagarriga, vídua de Ramon, i el seu fill Bernat Sagarriga, donzell.
L'estat actual de les runes del castell fan pensar que va ser volat. Tipològicament pel tipus de parament -pedres petites sense treballar i alguns carreus escairats- es pot situar la construcció dels murs entre els segles xiii i XIV. Respecte a la possible torre interior alguns autors la situen cronològicament vers el s. XVI o XVII., pel seu aparell, pedres barrejades amb terrissa.